# جامعة ولاية نيويورك - جامعة أبستيت الطبية
جامعة ولاية نيويورك - جامعة أبستيت الطبية (بالإنجليزية: State University of New York Upstate Medical University)‏ هي إحدى الكليات لتدريس الطب في الولايات المتحدة الأمريكية. تقع في مدينة سايراكيوز في ولاية نيويورك الأمريكية. نوع الشهادة الطبية التي يتم تحصيلها هناك هي دكتور في الطب.